# Nilam
Der Nilam (englisch Neelum bzw. Neelam) ist ein rechter Nebenfluss des Jhelam im indischen Unionsterritorium Jammu und Kashmir und im pakistanischen teilautonomen Gebiet Asad Kaschmir.
Der Nilam hat seinen Ursprung in dem 3801 m hoch gelegenen Krishansar Lake in Jammu und Kashmir.
Im Oberlauf heißt der Fluss Kishen Ganga. Er strömt in überwiegend westlicher Richtung durch die westlichen Ausläufer des Himalaya. Der Fluss verläuft entlang der so genannten „Line of Control“, der Demarkationslinie zwischen Pakistan und Indien. Nach 50 km erreicht er das teilautonome pakistanische Gebiet Asad Kaschmir. Der Nilam mündet schließlich im Stadtzentrum von Muzaffarabad rechtsseitig in den Jhelam.
Der Nilam hat eine Länge von 245 km. Der mittlere Abfluss beträgt 465 m³/s.

## Neelum Jhelum Hydroelectric Project (NJHEP)
Am Unterlauf des Nilam wird seit 2013 ein ökologisch umstrittenes Wasserkraftprojekt realisiert.
Es sieht einen 60 m hohen und 160 m breiten Schüttdamm bei Nauseri, 41 km nordöstlich von Muzaffarabad, vor, an welchem über einen 19,54 km langen Doppeltunnel sowie einem anschließenden 8,94 km langen Tunnel bis zu 280 m³/s des Flusswassers zu einem Wasserkraftwerk bei Chatter Kalas am Jhelam geleitet wird. Der obere Flusslauf des Jhelam wird dabei von den Tunnels gekreuzt, 180 m unterhalb dessen Flussbett.
Für das Kraftwerk sind vier Francis-Turbinen mit einer Leistung von jeweils 242,25 MW vorgesehen. Das hydraulische Potential liegt bei 420 m. Unterhalb des Kraftwerks führt ein 3,54 km langer Tunnel das Wasser dem Jhelam zu, 4 km südlich von Chatter Kalas und 22 km südlich von Muzaffarabad.
Die Fertigstellung des Projekts und die erste Testphase der Stromerzeugung sind für Ende Februar 2018 geplant.